# Qarnein
L'illa de Qarnein o Qarnayn és una illa de l'Emirat d'Abu Dhabi (Emirats Àrabs Units) al golf Pèrsic, a 40 km al sud de l'illa de Das i 35 a l'oest-nord-oest de la de Zirkuh, i a 150 km al nord-oest de la ciutat d'Abu Dhabi. És una illa rocosa d'origen volcànic amb dos turons que es poden veure a certa distància i que li donen el nom (‘dues banyes’) d'uns 50 metres d'altura.
Té forma rectangular amb una distància de 3 km de nord a sud i uns 2 km d'ample. La seva superfície és d'uns 6 km².
Té nombroses colònies d'ocells, especialment una de 20.000 parelles de sterna bengalensis que és la colònia més gran del món de l'espècie, 10.000 parelles de sterna anaethetus i un miler de parelles de sterna bergii. De larus hemprichii se'n compten 300 parelles. Les colònies es desenvolupen per l'abundància de peix i la manca de depredadors. A l'hivern hi venen altres ocells, especialment els Phaethon aethereus. L'illa està rodejada de corall i hi ha presència de tortugues.
És una illa privada d'un membre de la família reial d'Abu Dhabi, i està altament protegida. L'accés no hi està permès. S'hi han trobat algunes restes de presència ocasional al primer mil·lenni i fins al segle xvi.

## Enllaços extens
- The Qarnein Expedition. An Introduction to the Natural History and Archaeology of Qarnein Island, United Arab Emirates Arxivat 2016-09-23 a Wayback Machine.